# Vorwahlen zur Präsidentschaftswahl in Uruguay 2019
Die Vorwahlen zur Präsidentschaftswahl in Uruguay 2019 werden von den Parteien in Uruguay durchgeführt, um landesweite Kandidaten für die Präsidentschaftswahl in Uruguay 2019 zu bestimmen.
Sie finden am Sonntag, dem 30. Juni 2019 statt. Bei jeder Partei handelt es sich um landesweite Wahlen, bei denen Delegierte gewählt werden, die dann über den Kandidaten an einem nationalen Parteitag entscheiden werden.
Bei den Vorwahlen wird  auch über die Kandidaten für die Kommunalwahlen 2020 entschieden.
Es gibt eine Rekord-Zahl von Kandidaten.

## Kandidaten

### Frente Amplio
- Daniel Martínez, Ingenieur
- Carolina Cosse, Ingenieurin
- Mario Bergara, Wirtschaftswissenschaftler, ehemaliger Minister für Wirtschaft und Finanzen und Vorsitzender der Uruguayischen Zentralbank
- Óscar Andrade, Gewerkschafter

### Partido Nacional
- Jorge Larrañaga, Rechtsanwalt und Senator
- Luis Alberto Lacalle Pou, Rechtsanwalt und Senator, Sohn des ehemaligen Präsidenten Luis Alberto Lacalle
- Carlos Iafigliola, Abgeordnete
- Juan Sartori, Entrepreneur
- Enrique Antía, Bürgermeister von Maldonado

### Partido Colorado
- Julio María Sanguinetti, ehemaliger Präsident
- José Amorín Batlle, Rechtsanwalt und Senator
- Ernesto Talvi, Ökonom
- Pedro Etchegaray
- Edgardo Martínez Zimarioff

### Partido Independiente
- Pablo Mieres, Rechtsanwalt, Soziologe und Professor

### Kleinere Parteien
Andere kleinere Parteien werden auch teilnehmen. Sie benötigen mindestens 500 Stimmen.
- Unidad Popular: Gonzalo Abella, Historiker
- Partido de la Concertación: José Luis Vega
- Partido de la Gente: Edgardo Novick
- Partido de los Trabajadores: Rafael Fernández
- Partido Ecologista Radical Intransigente: César Vega
- Cabildo Abierto: Carlos Manini Ríos
- Partido Digital: Daniel Goldman
- Partido Orden Republicano: Diego Grossi
- Partido Democrático Unido: Jorge Silva
- Abriendo Caminos: Jorge Patritti
- Partido Verde Animalista: Gustavo Salle